# 굳은코상어
굳은코상어(학명:Carcharhinus macloti)는 흉상어목 흉상어과 흉상어속에 속하는 물고기이다. 전체적인 몸길이는 1.1m로 상어에서는 소형종에 속한다.

## 특징과 먹이
굳은코상어는 길고 좁으며 뾰족한 주둥이를 가진 날씬한 몸체의 종이다. 영어권에서는 Hardnose Shark(하드노스 샤크)라는 이름으로 불린다. 굳은코상어는 다른 흉상어과 종과 달리 주둥이의 연골은 석회화가 심하여 "굳은코"라는 이름이 붙었다. 원형 눈은 다소 크고 보호막이 있다. 각 콧구멍의 앞쪽 가장자리에는 좁은 피부 엽이 있다. 아치형 입은 모서리에 눈에 띄지 않는 고랑이 있다. 일부 중국의 소식통에서는 입가 위의 일련의 모공이 커졌다고 보고하는 반면에 다른 나라의 소식통은 그렇지 않다고 보고한다. 윗니는 29-32 줄로 번호가 매겨지며 양쪽의 기저부에 매우 거친 톱니가 있는 좁고 매끄러운 모서리의 중앙 교두가 있다. 아래쪽 이빨은 26-29줄이며 좁고 가장자리가 매끄럽다. 상당히 짧은 아가미 슬릿이 5쌍이다. 가슴지느러미는 상당히 짧고 뾰족하며 팔 모양(낫 모양)이다. 첫번째 등지느러미는 중간 크기이며 삼각형이고 가슴 지느러미가 없는 뒤쪽 끝에서 대략 시작된다. 두번째 등지느러미는 작고 낮으며 항문 지느러미 기저부의 중앙에서 시작된다. 두개의 등지느러미는 매우 긴 자유 후방 팁을 가지고 있으며 그 사이에는 미묘한 정중선 융기가 있다. 꼬리지느러미의 등쪽 기원에 있는 꼬리 꽃자루에 눈에 띄는 노치가 있다. 꼬리지느러미는 잘 발달된 아래쪽 엽과 끝 부분에 복부 노치가 있는 더 긴 위쪽 엽을 가지고 있다. 피부는 겹쳐진 타원형 피부 이빨로 덮여 있다. 각 이빨에는 가장자리 치아로 이어지는 세개의 수평 융기가 있다. 이종은 위는 청동색이고 아래는 흰색이며 측면에는 거의 눈에 띄지 않는 창백한 띠가 있다. 가슴지느러미, 골반지느러미, 항문지느러미는 때때로 더 밝은 가장자리를 갖는 반면에 첫번째 등지느러미와 위쪽 꼬리지느러미엽은 더 어두운 가장자리를 가질 수 있다. 하드노즈 상어의 길이는 1.1m(3.6피트)에 이른다. 먹이로는 멸치, 청어, 꽁치와 같은 작은 물고기들, 갑각류, 오징어와 같은 두족류를 주로 잡아먹는 육식성의 상어에 속한다. 반면에 자신보다 더 큰 상어들이나 대왕바리, 참다랑어 등과 같이 자신보다 더 큰 크기를 가진 경골어류들한테는 먹잇감으로 잡아먹히기도 한다.

## 서식지, 산란기, 어획
굳은코상어는 열대 서부 인도양과 태평양에 널리 서식한다. 케냐에서 미얀마까지 스리랑카와 안다만 제도를 포함한 인도양에 주로 서식한다. 태평양에서는 베트남에서 대만과 일본 남부, 인도네시아, 뉴기니섬, 중국 남부 호주 북부에서 서식한다. 해안에 가까운 따뜻하고 얕은 물에 서식한다. 일반적으로 얕은 연안 해역에서 발견되지만 170m(560ft)깊이까지도 서식하는 것이 보고되었다. 태깅 자료에 따르면 이상어는 장거리 이동을 하지 않는 경향이 있으며 다시 잡힌 개체의 30%는 초기 태깅 위치에서 50km(30마일) 미만으로 이동했다. 굳은코상어의 무리들이 이동한 것으로 알려진 가장 긴 거리는 711km(442마일)이다. 산란기는 6월~7월으로 산란기가 되면 수컷은 암컷을 두고 싸우기도 한다. 수컷의 수정을 받은 암컷은 1년의 임신 기간을 거쳐 유어를 출산하며  70-75cm로 성장했을 때 성적 성숙해진다. 굳은코상어의 수명은 15년~20년이다. 사람에게 무해한 굳은코상어는 대부분의 범위에 걸쳐 장인 및 상업, 어업에 의해 자망과 낚싯줄 장비로 잡힌다. 굳은코상어가 식용으로 쓰일 때는 신선하거나 건조하고 소금에 절여 판매되는 고기에 사용되지만 크기가 작아 경제적 중요성이 제한된다. 낮은 번식률로 인하여 남획에 취약할 수 있으며 기존 착취 수준을 감안할 때 국제자연보전연맹(IUCN)은 거의 위협받는 것으로 평가했다. 호주 북부 앞바다에서 굳은코상어는 자망 어획량의 13.6%와 롱라인 어획량의 4.0%를 차지한다. 이러한 손실로 인해 개체수가 감소한 것으로 보이지는 않기 때문에 IUCN은 최소 우려에 대한 지역 평가를 제공했다.

## 같이 보기
- 흉상어목
- 흉상어과
- 흉상어속